# Angelo Moriondo
Angelo Moriondo (Turín, 6 de junio de 1851-31 de mayo de 1914) fue un inventor y empresario italiano, conocido por patentar la máquina de café expreso en 1884.
Angelo Moriondo provenía de una familia empresarial. Su abuelo fundó una empresa de elaboración de licores que fue continuada por su padre, Giacomo, quien más tarde fundó la conocida compañía de chocolates «Moriondo y Gariglio» junto con su hermano Ettore y su primo Gariglio. Angelo compró el Grand-Hotel Ligure situado en la Piazza Carlo Felice, en el centro de la ciudad, y el American Bar en la Galleria Nazionale de la Via Roma.

## La primera máquina de café espresso

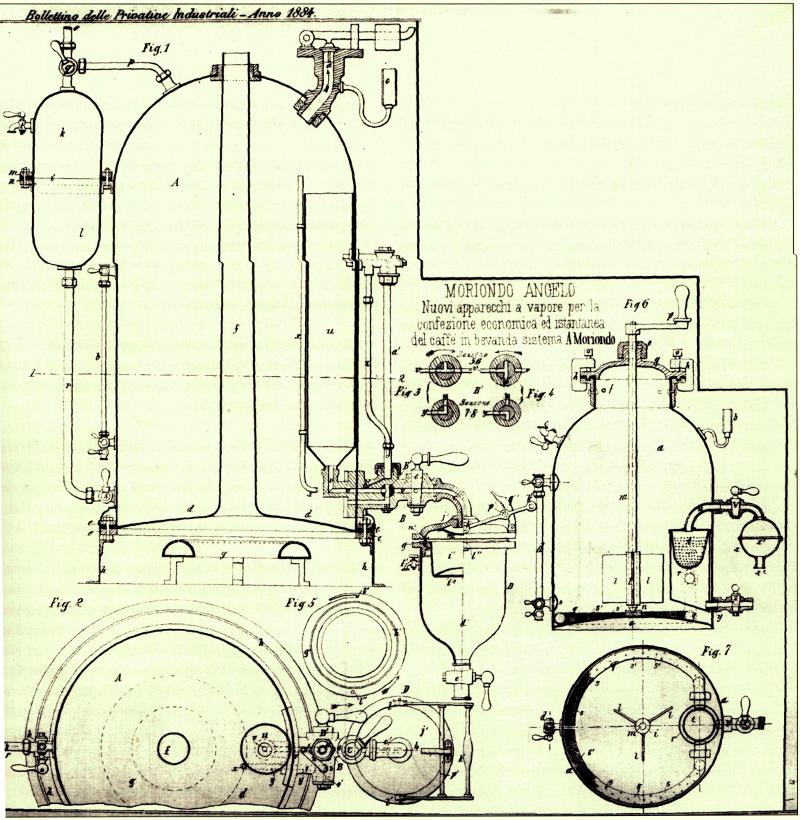
La primera patente (16 de mayo de 1884) de la máquina de café expreso

Moriondo presentó su invento en la Exposición General de Turín en 1884, donde fue galardonado con la medalla de bronce. La patente se otorgó por un período de seis años el 16 de mayo de 1884, con el título de «Nueva maquinaria de vapor para la elaboración económica e instantánea de bebidas de café, método 'A. Moriondo'». La máquina fue construida por un mecánico de apellido Martina, que trabajó bajo la supervisión directa del inventor.
La patente se renovó con éxito el 20 de noviembre de 1884, bajo el v. 34, n.º, 381. La invención fue luego confirmada a través de una patente internacional registrada en París el 23 de octubre de 1885. En los años siguientes, Moriondo continuó mejorando su invención drásticamente, y cada mejora se patentó.
Angelo Moriondo nunca produjo su invento a escala industrial. Se limitó a construir unas pocas máquinas a mano, que celosamente conservaba en sus establecimientos, convencido de que era un importante reclamo para ellos.
Ian Bersten, un historiador de la crónica de la historia del café, afirma ser el primer investigador que descubrió la patente de Moriondo. Bersten describe el dispositivo como «la primera máquina italiana a presión que controlaba el suministro de vapor y agua por separado a través del café», y a Moriondo como «uno de los primeros descubridores de la máquina espresso [sic]». A diferencia de las verdaderas máquinas de café expreso, era una máquina de elaboración de café en grandes cantidades, y no servía para preparar el café «expresamente» para un cliente.